# 브랜던 리
브랜던 브루스 리(영어: Brandon Bruce Lee, 중국어 간체자: 李国豪, 정체자: 李國豪, 병음: Lǐ Guóháo '리궈하오'[*], 한자음: 이국호, 본명: 브랜던 브루스 리, 본명 영어: Brandon Bruce Lee, 1965년 2월 1일~1993년 3월 31일)는 미국의 중국계 미국인 영화 배우이다.

## 생애

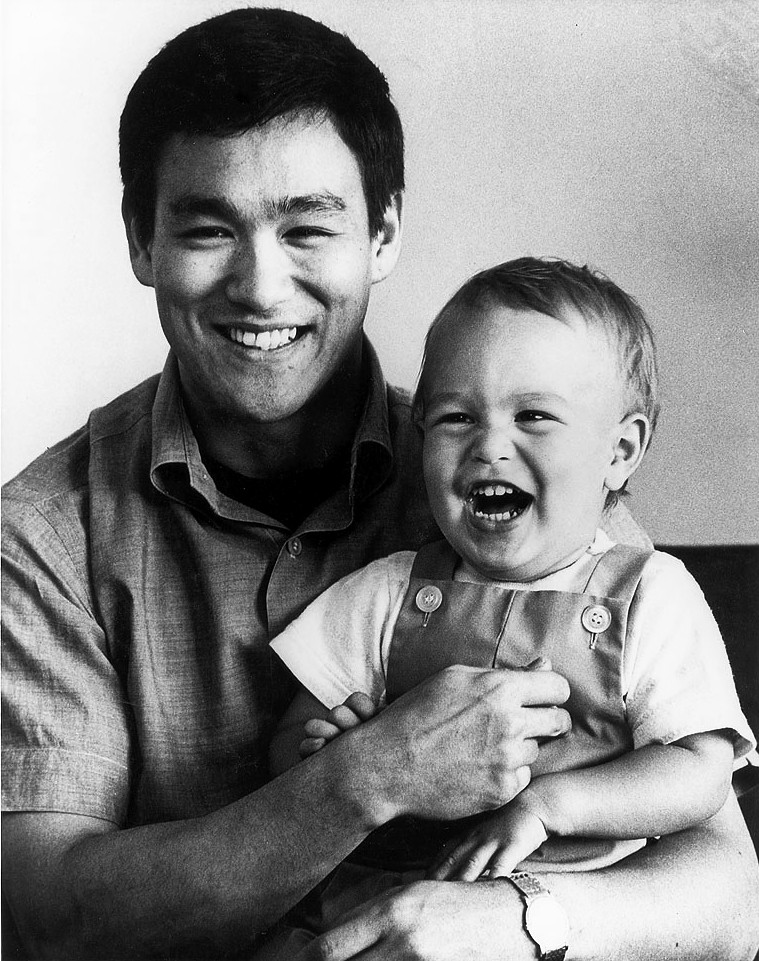
이소룡, 브랜든 리 (1966년)

이소룡(李小龍)과 린다 리 캐드웰(Linda Lee Cadwell) 친아들이며, 1965년 2월 1일, 미국 캘리포니아주 오클랜드 병원에서 태어났다. 영화 《크로우》촬영 중 총기 오발 사고로 사망했다. 그가 사망한 이후 그의 배역에 해당되는 부분은 모두 컴퓨터 그래픽으로 처리되었다. 주요 출연작으로는 《리틀 도쿄》, 《래피드 화이어》, 《크로우》 등이 있다.

## 출연작

### 영화
| 연도 | 한국어 개봉명 | 영어 개봉명                         | 비고                          |
| ---- | ------------- | ----------------------------------- | ----------------------------- |
| 1994 | 크로우        | The Crow                            | 1993년에 촬영 중 사고로 숨짐. |
| 1992 | 래피드 화이어 | Rapid Fire                          |                               |
| 1991 | 리틀 도쿄     | Showdown in Little Tokyo            |                               |
| 1989 | 레이저 미션   | Laser Mission                       |                               |
| 1986 | 용재강호      | 원제: 龍在江湖 영제: Legacy of Rage |                               |
| 1986 | 쿵후 더 무비  | Kung Fu: The Movie                  | TV용 영화                     |
| 1985 | 크라임 킬러   | Crime Killer                        | 단역으로 데뷔                 |

## 묘비

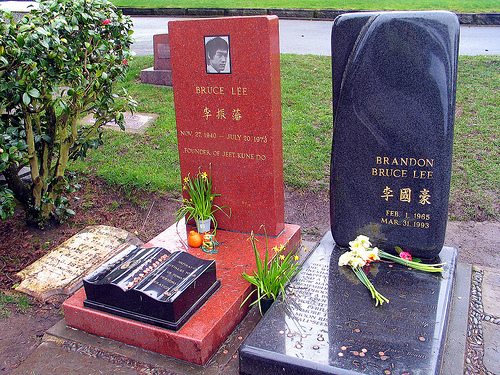
이진번, 이국호 묘비

그의 시신은 미국 워싱턴주 시애틀 레이크 뷰 공동묘지에 있는 이소룡의 묘역 바로 옆에 나란히 안장되었다.

## 같이 보기
- 존 에릭 핵섬
- 할리나 허친스